# Annkathrin Kammeyer
Annkathrin Kammeyer (1990) és una política alemanya membre del Partit Socialdemòcrata d'Alemanya i del membres del Parlament d'Hamburg des del 7 de març de 2011.

## Biografia
Criada en una família política, Kammeyer va tenir un primerenc interès en la política. Després de la seva llicenciatura al Charlotte Paulsen-Gymnasium el 2009 va començar a estudiar ciència política a la Universitat d'Hamburg
Es va unir al SPD el 2006. Es va convertir en el líder del grup de la Jusos (Joventuts Socialistes al SPD) a Horn i diputada del districte a Hamburg-Mitte.
Des de 2008 va treballar a càrrec del membre del Parlament d'Hamburg Michael Neumann. Més endavant donaria suport a Johannes Kahrs.
Kammeyer es va presentar com a candidat de l'SPD a les eleccions per a l'Estat d'Hamburg de 2011, en la votació del districte 2 de Billstedt-Wilhelmsburg-Finkenwerder. Va ser escollida. El 7 de març de 2011, es va convertir en el membre més jove del Parlament d'Hamburg de la història, als 21 anys.